# Horodyszcze (powiat chełmski)
Horodyszcze – wieś w Polsce położona w województwie lubelskim, w powiecie chełmskim, w gminie Chełm.
| SIMC    | Nazwa  | Rodzaj    |
| ------- | ------ | --------- |
| 0101221 | Piaski | część wsi |

W latach 1954–1957 wieś należała i była siedzibą władz gromady Horodyszcze, po jej zniesieniu leżała w gromadzie Staw. W latach 1975–1998 miejscowość należała administracyjnie do ówczesnego województwa chełmskiego. Przez miejscowość przebiega droga wojewódzka nr 812. 
Wieś stanowi sołectwo gminy Chełm. Według Narodowego Spisu Powszechnego (III 2011 r.) liczyła 643 mieszkańców i była czwartą co do wielkości miejscowością leżącą na terenie gminy Chełm.
Wierni Kościoła rzymskokatolickiego należą do parafii św. Rocha w Czułczycach.

## Historia
W północnej części Horodyszcza znajduje się porośnięty drzewami pagórek zwany Grodziskiem lub Zamkiem, datowany na IX-XI wiek.
W źródłach historycznych od 1448 roku występuje jako Grodzyszcze, folwark powiązany z dobrami Stawu. Pierwszym wymienianym właścicielem miejscowości był Sułek z Grodzyszcza, który w 1448 roku za 90 grzywien sprzedał Horodyszcze Janowi i Andrzejowi z Ostrowa. W 1524 roku właścicielami wsi byli Feliks i Mikołaj Horodyscy, w 1549 roku Mikołaj i Jan Horodyscy, w 1577 roku Stanisław i Jarosz Horodyscy. Horodyszcze było własnością m.in. Pokutyńskich, Stawskich, Potockich, Stoińskich, Sługockich, Świrskich i Cieszkowskich. W 1857 roku właścicielem został Gustaw Piaskowski, a w 1861 roku - Aleksander Koźmian. Po powstaniu styczniowym, w 1864 roku, folwark został rozparcelowany.